# True Steppers
I True Steppers sono stati un duo musicale formatosi in Regno Unito nel 1998 e noto per la produzione di diversi singoli di genere UK garage a cavallo tra il 1999 e il 2000.

## Storia
Il duo era formato dai produttori discografici Jonny Lisners e Andy Lysandrou, entrambi provenienti da altri successi nell'ambito della musica UK garage: il primo aveva infatti realizzato con lo pseudonimo Jonny L un classico della musica rave, Hurt You So (1992), mentre Lysandrou proveniva da esperienze artistiche nell'acid house, techno hardcore e hip hop, culminando poi nella garage. Hanno raggiunto il successo nel Regno Unito nella primavera del 2000 con il singolo Buggin, inciso il collaborazione con Dane Bowers, che raggiunse la sesta posizione della classifica ufficiale britannica dei singoli.
Subito dopo collaborarono con Victoria Beckham, al suo primo lavoro come solista in parallelo all'esperienza nelle Spice Girls, per il singolo Out of Your Mind che prevedeva anche la collaborazione di Dane Bowers. Il singolo uscì nell'agosto del 2000 e raggiunse la seconda posizione nella classifica britannica alla spalle del brano house Groovejet (If This Ain't Love) del disc jockey italiano Spiller inciso con la partecipazione vocale di Sophie Ellis-Bextor, all'epoca esordiente. L'uscita del singolo Out of Your Mind, essendo il debutto discografico come solista della Beckham e avendo ricevuto una notevole promozione attraverso presentazioni nei negozi di dischi talvolta in presenza del compagno della cantante, David Beckham, ottenne una forte eco mediatica. Complessivamente il singolo vendette oltre 400mila copie ottenendo un disco d'oro nel Regno Unito e riscontrando un discreto successo commerciale a livello internazionale.
Sempre nel corso del 2000 realizzarono un ulteriore singolo, True Step Tonight, in collaborazione con il membro degli East 17 Brian Harvey e il cantante statunitense R&B Donell Jones, che raggiunse la venticinquesima posizione della classifica britannica e l'album True Stepping, pubblicato dall'etichetta discografica NuLife e distribuito dalla BMG. Terminata la promozione dell'album, i due produttori ripresero le proprie attività soliste.

## Discografia

### Album
- 2000 - True Stepping

### Singoli
- 1999 - The Finest
- 1999 - Hurt You So '99
- 1999 - Beng Beng (feat. Top Cat)
- 2000 - Buggin' (feat. Dane Bowers)
- 2000 - Out of Your Mind (feat. Dane Bowers & Victoria Beckham)
- 2000 - True Step Tonight (Brian Harvey & Donell Jones)